# Cesare Tuccimei
Cesare Tuccimei (Roma, 1849 – Roma, 18 giugno 1918) è stato un ingegnere italiano nel campo dell'idraulica.

## Biografia
Nato da Enrico Tuccimei (1817-1872) e da Anna Maria Annibaldi (1823-1859), crebbe nell'ambiente di piazza Navona, dove abitava, nel palazzo avito.
Maturò ideali filopontifici, trasmessigli dai propri antenati, e da adolescente si trovò a vivere nella difficile Questione Romana.
Si sposò con Erminia Deggiovanni, che gli diede dieci figli, tra i quali Paolo (1879-1952), ingegnere e membro del gruppo storico dei Romanisti e Augusto Guglielmo (1883-1946), console generale della Repubblica dell'Honduras, cavaliere del Sovrano Militare Ordine di Malta.
Conseguì il titolo di ingegnere-architetto nell'Università di Roma nel 1870 e nel 1873 entrò nel Regio Corpo del Genio Civile. Dal 1873 al 1875 fu addetto alla Commissione Reale per la sistemazione del fiume Po. Fu in seguito capo della sezione idraulica dell'Ufficio del Genio Civile di Roma; in tale incarico seguì l'istruttoria delle grandi derivazioni di acque pubbliche per la provincia di Roma, il profilo generale di livellazione del Tevere e dell'Aniene, i lavori di sistemazione per rendere navigabile il Tevere nel tronco della Castellaccia, la sorveglianza del ponte di ferro a Ripetta, gli studi per la canalizzazione del Tevere, soprattutto da Roma a Fiumicino ed i lavori di sistemazione della bocca del Porto canale di Fiumicino, il regolamento per la navigazione del Tevere.
Nel 1890 uscì volontariamente dal Genio Civile per dedicarsi al libero esercizio della professione.
Fu delegato della Società degli Ingegneri ed Architetti Italiani ai congressi di navigazione interna di Francoforte sul Meno nel 1888, di Manchester nel 1890, dell'Aja nel 1893, di Bruxelles, di Parigi, Milano, Bologna. 
Fu consigliere della Società degli Agricoltori Italiani ininterrottamente dal 1911 al giorno della sua morte.

## Opere
Fu l'autore di numerose opere tra cui:
- L'acquedotto di Farnese
- L'acquedotto di Civita Castellana (1902)
- L'acquedotto di Montefiascone
- L'acquedotto di Perugia
- L'acquedotto di Lungarno in Teverina
- L'acquedotto di Amelia
- L'acquedotto di Narni
- L'acquedotto di Firenze
- L'acquedotto di Collalto Sabino
- L'acquedotto di Cisterna
- L'acquedotto di Nettuno
- L'acquedotto di Nocera Umbra
- L'acquedotto di Fabriano
- L'acquedotto di Monte San Giovanni Campano
- L'acquedotto di Castiglione in Teverina
- L'acquedotto di Bolsena
- L'acquedotto di Tuscania
- L'acquedotto di Labico
- L'acquedotto di Castel Gandolfo
- L'acquedotto di Morrovalle
- L'acquedotto di Nerola
- L'acquedotto di Potenza Picena
- La cappella del Sacro Cuore degli Agonizzanti nel cimitero del Verano
- La cappella Lugani
- Il monastero di via de' Riari
- Il municipio e le scuole di Nerola
- La fontana di Piazza Vittorio di Montefiascone (1898)
- La sistemazione del Tevere nella Valle Umbra
- La fontana monumentale di Farnese (1887)
- La sistemazione del fiume Esino
- La linea ferroviaria Acquapendente-Orvieto
- Le bonifiche delle paludi pontine

## Libri pubblicati
- I serbatoi nella distribuzione dell'acqua potabile agli abitanti di uno stesso caseggiato e la distribuzione dell'acqua Marcia di Roma, Roma, Stab. Tipo-lito del Genio Civile, 1905
- Le acque di sottosuolo e l'alimentazione della Città di Firenze con buone acque potabili, Milano, Società Editrice Libraria, 1911